# Eurytoma sivinskii
Eurytoma sivinskii är en stekelart som beskrevs av Gates och Grissell 2004. Eurytoma sivinskii ingår i släktet Eurytoma och familjen kragglanssteklar. Inga underarter finns listade i Catalogue of Life.